# 7251 Кувабара
7251 Кувабара (7251 Kuwabara) — астероїд головного поясу, відкритий 30 вересня 1992 року.
Тіссеранів параметр щодо Юпітера — 3,428.